# Compartiment tueurs
Compartiment tueurs is een Franse thriller uit 1965 onder regie van Costa-Gavras, gebaseerd op de gelijknamige roman van Sébastien Japrisot.

## Verhaal
In de nachttrein van Marseille naar Parijs wordt een vrouw gewurgd in haar slaapcoupé. Inspecteur Graziani en zijn assistent Jean-Lou kunnen al vlug alle reizigers opsporen. De passagiers worden echter allemaal in geheimzinnige omstandigheden omgebracht.

## Rolverdeling
| Acteur                 | Personage           |
| ---------------------- | ------------------- |
| Catherine Allégret     | Bambi Bombat        |
| Jacques Perrin         | Daniel              |
| Simone Signoret        | Eliane Darrès       |
| Michel Piccoli         | René Cabourg        |
| Pascale Roberts        | Georgette Thomas    |
| Yves Montand           | Inspecteur Graziani |
| Pierre Mondy           | Commissaris         |
| Claude Mann            | Jean-Lou            |
| Charles Denner         | Bob                 |
| Jean-Louis Trintignant | Éric Grandin        |
| Nadine Alari           | Mevrouw Graziani    |
| Monique Chaumette      | Mevrouw Rivolani    |
| Maurice Chevit         | Inspecteur          |
| Jacques Dynam          | Inspecteur          |
| Bernadette Lafont      | Zus van Georgette   |
| Marcel Bozzuffi        | een politieagent    |